# Ailyn
Ailyn és el nom artístic de Pilar Giménez García, una cantant catalana nascuda el 29 de maig del 1982 a Esplugues de Llobregat.

## Els seus inicis
El talent musical de l'Ailyn, el va descobrir la seva mare, en veure que la seva filla era capaç de tocar en un teclat totes les cançons que escoltava només d'orella amb tan sols dos anys. Havia heretat, doncs, el talent musical de gairebé tota la seva família materna. La seva trajectòria musical va començar als 11 anys a l'escola: a la classe d'anglès, un professor va posar una cançó de Mariah Carey i, un cop a casa, l'Ailyn va començar a cantar-la; va ser llavors quan la seva família es va adonar del talent que tenia com a cantant. Als 15 anys es va matricular a l'Escuela Albéniz, d'Esplugues, per estudiar solfeig i cant clàssic.

## Charm
El seu primer contracte discogràfic va ser com a component del grup femení Charm, (un trio vocal femení que tocava cançons d'anime, J-pop i J-rock). Després del seu primer àlbum titulat "Konnichiwa" i publicat el 2003, va voler provar sort com a artista en solitari, va començar a gravar pistes pel seu compte. El 2004, després de completar algunes cançons per a la sèrie d'anime "Kimagure Orange Road", va deixar el grup i va començar una carrera en solitari.

## Sirenia
L'abril de 2008 es va fer pública la notícia que l'Ailyn va entrar a formar part del grup de metal gòtic Sirenia, de Noruega d'entre més de 500 dones.
| « | "Em van seleccionar com a nova vocalista de Sirenia com un accident", va dir més tard a una entrevistadora. "La meva germana els va afegir als amics del meu myspace, però no ens vam adonar que si volies fer una audició per a la banda havies d'enviar-los la teva maqueta o afegir-los com a amics, així que em vaig sorprendre quan em van escriure demanant-me que anés a Noruega i audicionés per al nou vocalista. Hi vaig anar dues vegades, la primera vegada va ser una audició d'estudi i la segona amb tots els membres de la banda. Crec que vaig ser seleccionada perquè soc el que Morten buscava per a la banda, i a més des del primer moment vam connectar tots els membres de Sirenia i jo". | » |

El seu 1r àlbum com a vocalista de la banda, The 13 Floor, va sortir a la venda el 23 gener del 2009. El 1r senzill del grup ha estat The path to decay.
El dimarts 5 de juliol de 2016, a través d'un comunicat de la pàgina oficial de Sirenia, es va informar que Sirenia i Ailyn separaven els camins. La cantant, per la seva banda, va assegurar que la decisió d'abandonar el grup (a qui va pertànyer per 8 anys) no en va ser, sinó de Morten Veland sense entrar en detalls més grans sobre els motius.